# Хейнясенмаа
Хе́йнясенма́а (фин. Heinäsenmaa — сенная земля, Сенно́й) — небольшой остров в Ладожском озере, наиболее крупный из островов Хейнясенмаа Западного архипелага. Территориально принадлежит Лахденпохскому району Карелии, Россия.
Длина 3,1 км, ширина 0,9 км.

## История
Древний торговый путь вёл из Новгорода, вдоль Олонецкого берега к Валааму, и далее, мимо Хейнясенмаа к Карельскому берегу.
На острове Хейнясенмаа, располагавшемся на полпути от берега до острова Валаам, уже в древние времена, на берегу удобной бухты возник православный монастырь. Точное время основания монастыря, как и большинства ладожских монастырей, неизвестно. В рукописи XVI века «Сказание краткое о создании пречестной обители Боголепного Преображения Господа Бога Спаса нашего Иисуса Христа на Валааме; а также повесть о преподобных отцах Сергии и Германе, зачинателях той обители, и о перенесении святых мощей их» говорится, что основателем Троицкой Сенной обители был валаамский монах Савва, который «…построил чудесную и духовную пустынь во имя Пресвятой Животворящей Троицы на Сеннянском острове, а в её устроении ему помогал христоименитый государь великий князь Иван Иванович, брат великого князя всея Руси Василия Ивановича…». Согласно этому источнику, монастырь был основан в 1470-е годы.
С момента основания Троицкий Сенной монастырь принадлежал к числу общежительных, живших по так называемому Афонско-Иерусалимскому уставу. При этом в «Челобитной иноков царю Ивану Васильевичу», составленной около середины XVI века, Сенная обитель, наряду с Валаамом и Коневцом, приводится в качестве примера строгого и неотступного соблюдения общежительного устава.
В своеобразном путеводителе для паломников — «Пермском дорожнике» второй половины XVI века — на Ладожском озере рекомендуются для посещения три монастыря: «Нево озеро велико, 300 верст поперек и на полдлину; а на нем стоят три монастыри: Валаам, да Кловенец, а промежи ими 70 верст, а третьи монастырь Синное словет».
Известно, что в 1591 году Сенной монастырь был восстановлен после разрушения шведами. Чуть позже, в начале XVII века, монахи оставили монастырь перед новой угрозой шведского вторжения, и с тех пор монастырь уже не возродился… В настоящее время никаких следов монастыря на острове не обнаружено, осталось только название одной из бухт — Монастырская.
16 мая 1581 года шведы предприняли поход на судах на Олонец. Шведский флот сосредоточился в Куркийоки, откуда направился по старинному торговому пути, мимо Хейнясенмаа и Валаама на Олонец. В Монастырской бухте Хейнясенмаа шведы встретили около 100 русских судов. Около острова Мекерикке произошло морское сражение. Русские суда отступили, но внезапность была утеряна. Шведы продолжили поход и высадились у Олонца, но там были почти полностью уничтожены, а их предводитель Сииварт Якобсон попал в плен.
В дальнейшем на острове некоторое время жила финская семья. На острове часто останавливались рыбаки, застигнутые непогодой.
Во время Великой Отечественной войны 1941—1944 годов на острове была устроена батарея финской морской артиллерии, но сражаться ей не пришлось.
В 1950-е годы на острове проходили испытания воздействия радиации на животных. Для этого животных размещали в помещениях финской батареи и на специальном судне, которое стояло между Хейнясенмаа и Макаринсаари. Затем взрывом разбивали сосуды с радиоактивной жидкостью и наблюдали за животными. Испытания шли вплоть до 1955 года, когда оружие было признано неперспективным. С тех времён на острове остались участки, заражённые радиацией.
Позднее, военные испытывали на островах другое, уже обычное оружие. До сих пор на Хейнясенмаа груды взорванного, покореженного, погнутого металла — остатков военной техники и оборудования.
В 1959 году, на мелководье между островами Хейнясенмаа и Макаринсари, был притоплен немецкий эсминец «Кит», в трюме которого были радиоактивные отходы. Как минимум три радиоактивных заряда было взорвано непосредственно на этом корабле.
В 1960-е годы военные ушли с островов, оставив все, как есть.
В начале 1990-х годов, когда сведения о радиации просочились в прессу, полузатопленный эсминец «Кит», почти окончательно проржавевший, был отбуксирован по Беломорскому каналу и затоплен вблизи Новой Земли. Только чудом удалось избежать разлива жидких радиоактивных отходов в Ладогу. На островах произвели зачистку радиоактивного грунта. Его захоранивали тут же в могильниках, зачастую даже не заливая бетоном. Сами могильники обнесли колючей проволокой, поставили знаки опасности «Радиация», запретили подход гражданских судов к островам. До сих пор часть Кугрисаари и Хейнясенмаа, и весь Макаринсаари огорожены колючей проволокой с такими знаками.